# Думка про рідну оселю
Думка про рідну оселю — картина раннього періоду творчості американського художника Вінслова Гомера (1836—1910), створена у 1863 році.
Репортерська доля заносила молодого тоді художника до військових таборів. У нього було вдосталь часу надивитися на важкий побут вояків, щоденні турботи, на поранених і хворих. В ранній період творчості він уникав трагічних сюжетів, хоча вони укладались в його пам'яті. Але поки що для своїх картин він обирав сюжети спокійніші. Один з них — «Думка про рідну оселю». В англійській — назва картини звучить майже патетично (Доме, найкращій мій доме!)
На тлі військового табору і наметів художник подав двох молодих вояків, що ніби заціпиніли від туги біля багаття. Вони не розмовляють і не дивляться один на одного. Але всі їх думки — далеко і від військового табору, і від нещодавніх невеселих подій війни, і від тимчасового тут розташування. Їх поєднала — туга і думка про рідну оселю.